# Piaskownica krótkoszyjkowa
Piaskownica krótkoszyjkowa (Ammophila breviligulata Fern.) – gatunek rośliny należącej do rodziny wiechlinowatych. Występuje w Ameryce Północnej, gdzie jest rośliną wczesnych stadiów sukcesji na podłożu piaszczystym. Stabilizuje wydmy. 